# 青羊区
青羊区（せいよう-く）は中華人民共和国四川省成都市に位置する市轄区。五城区の一つであり、成都市の中心市街地に位置している。

## 行政区画
14街道を管轄する。
- 太升路街道、草市街街道、西御河街道、汪家拐街道、少城街道、新華西路街道、草堂街道、府南街道、光華街道、東坡街道、金沙街道、黄田壩街道、蘇坡街道、文家街道

## 教育

### 大学
- 西南財経大学

## 観光地
- 杜甫草堂
- 青羊宮
- 文殊院 (成都市)
  - 文殊坊（中国語版）
- 金沙遺跡（文殊院駅）

## 交通
鉄道
- 成都軌道交通
  - 成都地下鉄1号線（天府広場駅、文殊院駅）
  - 成都地下鉄2号線
  - 成都地下鉄4号線
  - 成都地下鉄5号線
  - 成都地下鉄7号線

- 成都有軌電車
  - 蓉2号線
    - 成蒲線（建設中）
    - 西環線（計画中）

## 健康・医療・衛生
- 成都市公共衛生臨床医療中心